# Neptis narthesis
Neptis narthesis är en fjärilsart som beskrevs av William Chapman Hewitson 1868. Neptis narthesis ingår i släktet Neptis och familjen praktfjärilar. Inga underarter finns listade i Catalogue of Life.